# Peter Schep
Peter Schep (Lopik, província d'Utrecht, 8 de març de 1977) és un ciclista neerlandès, especialista en la pista. Ha obtingut set medalles als Campionats del món, proclamant-se campió en Puntuació el 2006.

## Palmarès en ruta
- 2000
  - Vencedor d'una etapa de l'Olympia's Tour
- 2003
  - Vencedor d'una etapa de l'OZ Wielerweekend
- 2004
  - Vencedor d'una etapa del Tour d'Anvers
- 2006
  - 1r a l'Omloop van de Glazen Stad
  - 1r a la Parel van de Veluwe
- 2007
  - Vencedor d'una etapa de la Ronde van Midden-Brabant

## Palmarès en pista
- 2003
  -  Campió dels Països Baixos en Scratch
- 2004
  -  Campió dels Països Baixos en Puntuació
- 2006
  -  Campió del món de puntuació
  - 1r als Sis dies d'Amsterdam (amb Danny Stam)
- 2007
  - Campió d'Europa de Madison, amb Jens Mouris
- 2008
  -  Campió dels Països Baixos en Madison (amb Wim Stroetinga)
- 2009
  - 1r als Sis dies de Rotterdam (amb Joan Llaneras)
- 2010
  -  Campió dels Països Baixos en Scratch
  -  Campió dels Països Baixos en Madison (amb Theo Bos)
  - 1r als Sis dies de Gant (amb Iljo Keisse)
- 2011
  - Campió d'Europa de Derny
- 2012
  - 1r als Sis dies de Rotterdam (amb Wim Stroetinga)
  - 1r als Sis dies de Bremen (amb Robert Bartko)
  - 1r als Sis dies de Zuric (amb Kenny De Ketele)
- 2013
  - 1r als Sis dies de Berlín (amb Roger Kluge)

### Resultats a laCopa del Món
- 2004-2005
  - 1r a Moscou, en Puntuació
- 2006-2007
  - 1r a Manchester, en Madison
- 2007-2008
  - 1r a Sydney, en Madison